# Karujaht Pärnumaal
Karujaht Pärnumaal (übersetzt „Bärenjagd im Pernauer Land“) ist ein estnischer Spielfilm aus dem Jahre 1914.

## Entstehung
Die 11-minütige Stummfilm-Komödie in Schwarzweiß mit estnischen Zwischentiteln galt bis zur Entdeckung von Fragmenten des Films Laenatud naene von 1912/13? als erster estnischer Spielfilm. Kameramann war der Film- und Fotopionier Johannes Pääsuke (1892–1918). Der Film wurde 1913 in der estnischen Hauptstadt Tallinn und im Wald von Vasula gedreht.
Die Premiere fand am 18. Januarjul. / 31. Januar 1914greg. im Tartuer Kino Ideal sowie im Februar 1914 im Tallinner Kino The Royal Bio statt.
Eine Originalkopie des Films wird im Estnischen Filmarchiv (Eesti filmiarhiiv) verwahrt. 2004 wurde der Film in Finnland aufwändig restauriert und digitalisiert.

## Handlung
In der westestnischen Stadt Pärnu (deutsch Pernau) bricht Panik aus, als ein gut situierter Herr namens „Frackmann“ in der Zeitung liest, ein gefährlicher Bär treibe in der Umgebung von Vändra (Fennern) sein Unwesen. Das wilde Tier versetze die deutschbaltischen Bewohner in Angst und Schrecken. Sofort lässt er die Jagdhörner blasen. Der Bürgermeister der Stadt ruft die städtischen Bediensteten, Polizisten und Einwohner zur improvisierten Bärenjagd auf.
Im Wald erreicht die bunt zusammengewürfelte Truppe schließlich die Behausung des Bären und schießt wilde Salven ab. Die Jäger erweisen sich jedoch als tölpelhafter Haufen und verfehlen ihr Ziel. In wilder Schießerei treffen sie Mitstreiter, während der Bär unverletzt bleibt. Schlussendlich führt sie der Bär an der Nase herum und spielt der Jagdgesellschaft übel mit.

## Hintergrund
Der Film nimmt in ironischer Weise Bezug auf die Bürgermeister- und Stadtratswahlen in Pärnu am 18. Dezember 1913. Die filmische Allegorie Pääsukes handelt hintergründig vom politischen Konflikt zwischen Esten und Deutsch-Balten. Vor allem der Pärnuer Bürgermeister Oskar Brackmann und der Redakteur der Zeitung Pärnu Postimees, Jaan Karu (karu ist das estnische Wort für „Bär“), lieferten sich zu damaliger Zeit einen heftigen lokalpolitischen Schlagabtausch. Der Regisseur Johannes Pääsuke nimmt in seinem Film für Karu Partei – und den deutschbaltischen Bürgermeister Brackmann sowie dessen Anhänger satirisch aufs Korn.